# Taïnos

Grups taïnos a l'arribada dels europeus, al final del. En verd, ubicació dels caribs, poble bel·licós d'origen arawak com els taïnos. A l'oest de l'illa de Cuba hi havia els últims reductes dels guanahatabeyes o siboneys, pobladors originaris de les Antilles que van ser assimilats pels migrants arawaks procedents de la costa oriental de Veneçuela.

Els taïnos (a vegades també -i erròniament- anomenats 'taïns' en català) van ser els habitants precolombins de les Bahames, Antilles Majors i el nord de les Antilles Menors. Es tracta d'un poble que va arribar procedent d'Amèrica del Sud, específicament de la desembocadura del riu Orinoco, passant d'illa en illa, reduint o assimilant els pobladors més antics, com ara els guanajatabeyes i els ciguayos, que eren cultures anteriors a l'arribada dels taïnos. La llengua taïna pertany a la família lingüística macroarawaka, que s'estén per Amèrica del Sud i el Carib.
En el moment de l'arribada de Cristòfor Colom el 1492, hi havia cacicats taïnos al territori de l'illa Hispaniola (avui Haití i República Dominicana), cadascun dirigit per un cacic o cap principal, a qui es rendia homenatge. Puerto Rico també va ser dividida en cacicats. Al cap o cacic de la tribu se li pagava un tribut significatiu. Els cacics tenien el privilegi de portar penjolls d'or anomenats guanin, vivien en grans cases comunals (bohíos) rectangulars en lloc dels ovalats que habitaven els altres pobladors i s'asseien en tamborets de fusta quan rebien hostes. En el moment de la conquesta espanyola, els majors assentaments de població taïna arribaven a comptar fins a 3.000 persones cadascun. Els taïnos competien tradicionalment amb els seus veïns caribs, un altre grup originari d'Amèrica del Sud, que vivien principalment a les Antilles Menors.
La relació entre els dos grups ha estat objecte de molt estudi.
Durant gran part del segle xv, la tribu taïna estava sent desplaçada cap al nord-est del Carib (el que avui és Amèrica del Sud) per les incursions dels caribs. Moltes dones caribs parlaven llengua taïna a causa de la gran quantitat de dones taïnes captives entre elles.
Al segle xviii, la societat taïna va ser devastada per malalties introduïdes pels europeus com ara la verola, així com altres factors com ara els matrimonis mixtos o interracials i l'assimilació forçada a l'economia de plantació que Espanya va imposar en les seves colònies del Carib, amb la posterior importació de treballadors esclaus africans. El primer brot de verola registrat a l'illa Hispaniola es va produir el desembre del 1518 o gener del 1519.
Malgrat tot, diversos pobles d'amerindis van sobreviure fins al segle xix a Cuba. Quan els espanyols que van arribar per primera vegada a les Bahames, Cuba i l'illa Hispaniola, el 1492, i més tard a Puerto Rico, no hi portaven dones. Per tant, es van apariar amb les dones taïnes i van tenir descendència mestissa.

## Estructura sociopolítica
Els taïnos tenien quatre classes socials: els nabories, els nitaïnos, els bohiques i els cacics. A l'estructura sociopolítica, de caràcter teocràtic i guerrer, el cacic i el bohique representen els poders sobrenaturals del dia i la nit.

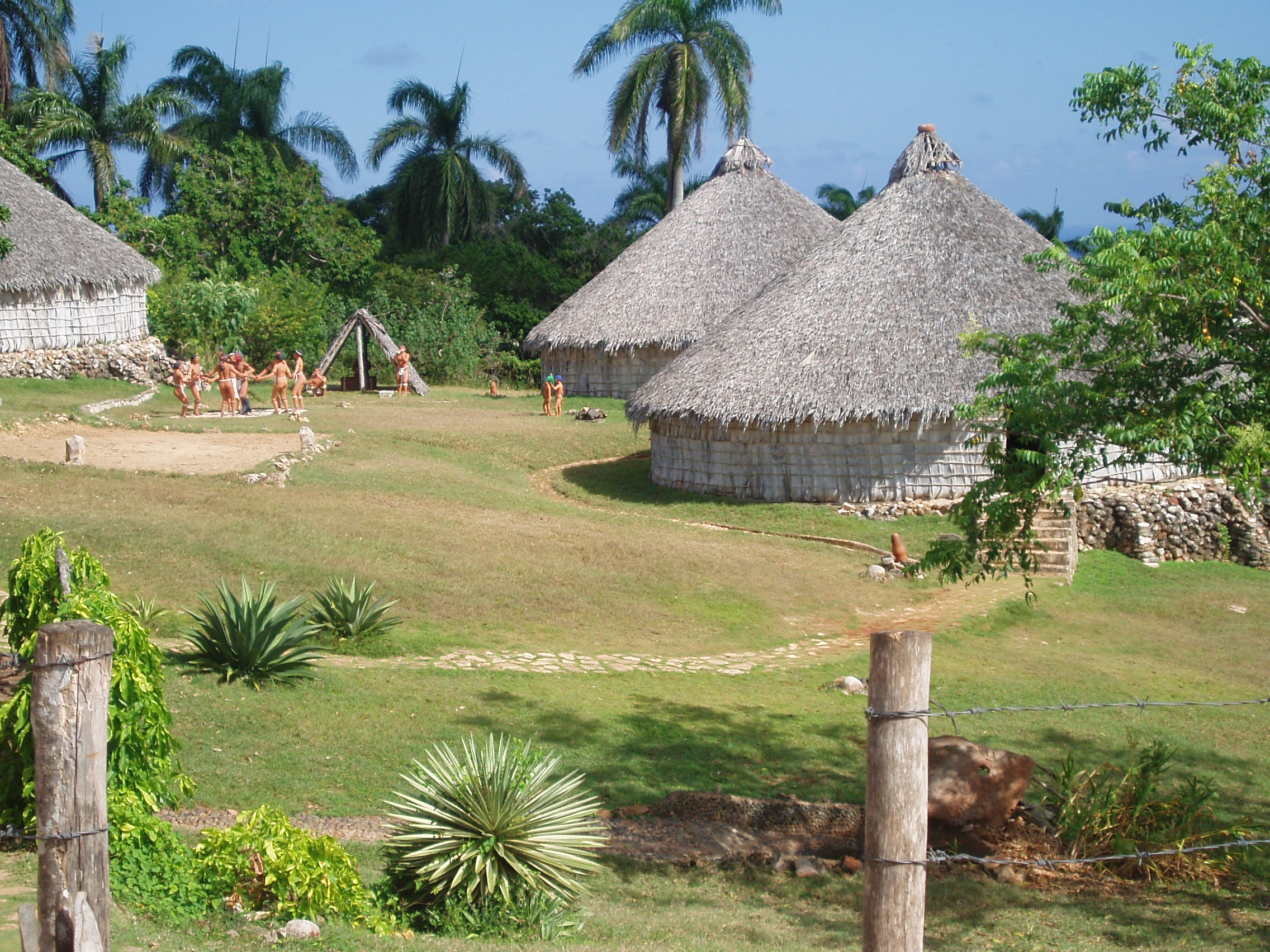
Reconstrucció d'un poblat taïno a Cuba.

### Els cacics taïnos
Els taïnos estaven dividits en gran nombre de cacicats de desigual extensió. El cronista Fernández de Oviedo narra que a l'illa Hispaniola hi havia cinc grans cacics sota els quals governaven uns altres de menor importància. Els cacics taïnos van rebre pacíficament els conqueridors, en considerar-los, com altres tants pobles d'Amèrica, déus arribats del cel.
No obstant això, davant del maltractament que van rebre per part dels nouvinguts, els cacics van organitzar els seus homes i van repel·lir les agressions que tenien el propòsit de sotmetre'ls i esclavitzar-los. Les armes modernes dels conqueridors va fer que hi hagués una lluita desigual que va portar a la derrota dels cacics taïnos.
Els poblats estaven situats en clarianes de la selva, terra endins, amb dues classes d'habitacles: el bohío (habitatge comú circular dels habitants del yucayeque) i el caney (més gran, rectangular i amb finestres, on vivia el cacic amb la seva família). Aquests habitatges es construïen amb fulles d'hinea (que es recollien als rius i llacs), i fustes dels arbres capà prieto (Cordia alliodora) i canela cimarrona. Per dormir usaven hamaques teixides de cotó - de fet, la paraula hamaca és d'origen taïno.
La vestimenta dels taïnos era ajustada al medi tropical on creixia la seva cultura. Els invasors espanyols van trobar els homes coberts amb poca roba i a les dones casades cobertes amb un davantal de palla, cotó o fulles anomenat naguas. Les dones solteres anaven nues. Ambdós sexes s'aplicaven pintura corporal negra, blanca, vermella i groga. Es decoraven el cos amb tatuatges religiosos per protegir-se dels mals esperits i es perforaven les orelles i els llavis amb or, argent, pedra i petxina.
Confeccionaven cistells i atuells de terrissa, tallaven la fusta, filaven xarxes i manufacturaven l'or, abundant als rius de Cuba, de l'illa Hispaniola i de Puerto Rico. Els espanyols en van espoliar més de deu tones d'or, tot esgotant les reserves de l'illa, i desposseïren els cacics dels pocs objectes d'interès que tenien als aixovars.

### Poligàmia
Els cacics practicaven la poligàmia, infreqüent entre la gent comuna del poble. Aquesta pràctica estava justificada per l'excés de noies en edat núbil i perquè entre els taïnos era un deshonor no tenir fills. L'estatus i les relatives riqueses dels cacics, així com les poques aspiracions del poble, els permetien de posseir diverses dones. La poligàmia va créixer per la constant lluita contra els caribs. Les nombroses baixes entre la població masculina i la imperiosa necessitat de fer augmentar la població van ser factors determinants per propagar la poligàmia entre les tribus taïnes antillanes. Els cacics tenien moltes dones, però eren dones obtingudes amb tractats, a les quals anomenaven lieguas. Aquestes dones les utilitzaven per mantenir la pau amb els caribs i havien de ser verges. El cacic Bohechio tenia 30 dones, però només convivia amb una: les altres eren per mantenir la pau amb els altres yucayeques.

### Economia
La principal activitat econòmica dels taïnos era l'agricultura; per a això construïen sembrats que anomenaven  conucs. Conreaven mandioca o yuca en les seves varietats dolça i amarga, per a això empraven abonaments i sistemes de reg; altres cultius importants eren: blat de moro, cacauet (o cacauet), pebre,  pinya, cacau, patata, cotó i tabac. Caçaven petits rosegadors o iguana, algunes varietats d'ocells com la  higuaca , i serps; pescaven amb diverses tècniques emprant hams,  xarxes, verí, etc. Fabricaven objectes com l'hamaca, llits de llenya (o  coyes , com en deien). Fermentaven la yuca per obtenir una beguda embriagadora anomenada  UICU  o  cusubí . El casabe, que és una espècie de pa de yuca o coca circular de yuca torrada al sol o al foc, formava part de la seva dieta regular i és consumit encara avui dia a la zona del Carib. Encara es fabrica a Veneçuela (utilitzant una espècie de yuca amarga), República Dominicana i en la regió oriental de Cuba.

## Aspectes immaterials

### Religió

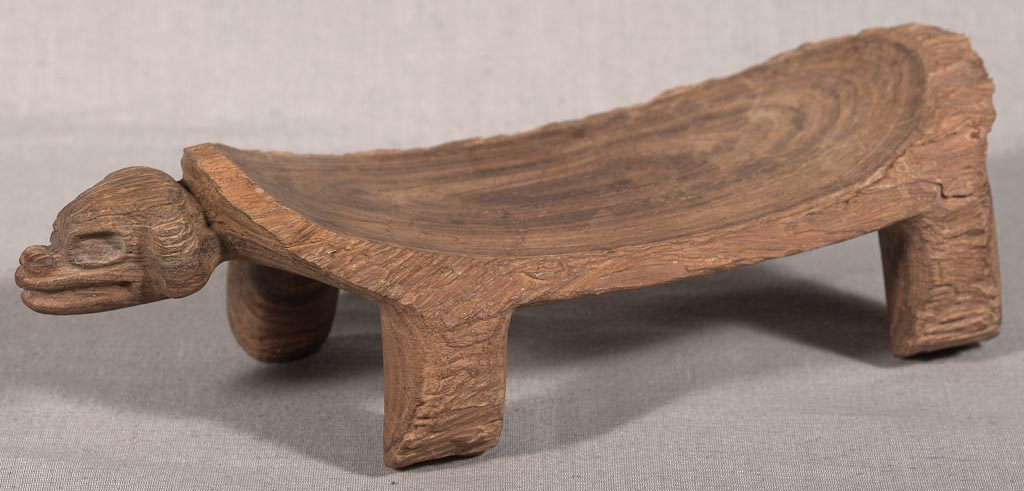
Duho, cadira baixa cerimonial taïna.

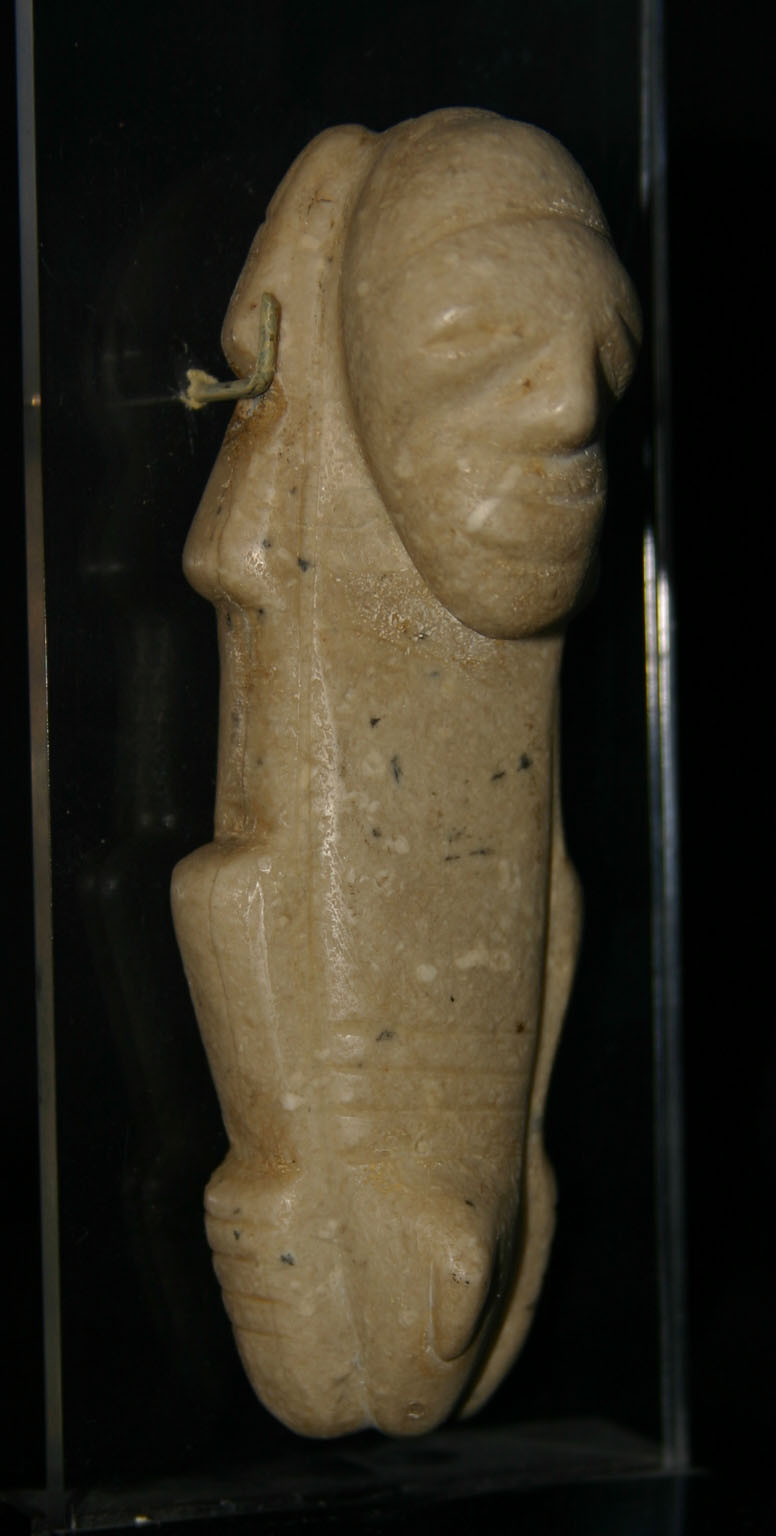
Escultura d'un cemí o esperit protector taïno.
Lombards Museum

Els taïnos tenien una creença religiosa monoteista, com molts indígenes de les Amèriques. La divinitat principal era iaia, que ve de la paraula taïna yara (que significa "lloc" en llengua arawak taïna). La primera síl·laba "ia" simbolitza el món espiritual, i la segona el món material, i tot plegat vol dir "creador del món espiritual i del món material". També se l'anomena semign (que vol dir "Déu" en llengua arawak taïna). En els llibres d'història se sol dir que eren politeistes, però això va ser una excusa dels espanyols per aconseguir que la reina d'Espanya legalitzés l'esclavitud.
La paraula cemí o zemí en llengua taïna significa "àngel" i designa els éssers espirituals de la mitologia taïna. Vet aquí el nom d'alguns: Yocajú Bagua Maorocoti, Opiel Guobiran, Baibrama, Corocote i Maketaurië Guayaba.
Inicialment es creia que Jurakan (amb la j pronunciat a la castellana) o Khurakan (origen del terme huracà) era el déu del mal, ja que el panteó va ser interpretat segons la creença dual del catolicisme. En realitat, hi havia diversos esperits que, quan s'unien, causaven destrucció al poble taïno. Juracán era el nom que els taïnos donaven als fenòmens atmosfèrics coneguts avui per huracans i tempestes tropicals. En la creença taïna, qui realment desfermava aquests huracans era Guabancex, acompanyada per Guataubá i Cuatrisquie.
La muntanya més important en la cultura taïna era la muntanya actualment anomenada El Yunque (l'Enclusa), on feien les cerimònies principals per al seu Déu (el nom actual es deriva del mot "Yuké", que era el nom que els taïnos li donaven).

### Animisme
No obstant això, el tret més característic de la mitologia taïna era el de considerar els esperits lligats als homes i animals, plantes i éssers inanimats.
En les creences religioses de la cultura taïna, els hupia són els esperits dels morts i es diferencien dels goeiza, els esperits dels vius. Tot i que la vida goeiza tenia forma clara, després de la mort, l'esperit es donava a conèixer com un hupia i se n'anava a viure al Coaybay.
Aquest animisme conferia al bohití o bohique, el metge bruixot, grans poders, en ser l'encarregat capaç de comunicar-se amb els esperits. Amb aquesta finalitat confeccionaven ídols de cotó, pedra, os, petxina i altres materials, que rebien el nom de zemis o cemís. Els zemís tenien poders sobre l'home, ja que hi residien els esperits d'avantpassats morts, roques, arbres, etc.
El 1907, en Fewkes va estudiar els ídols taïnos i va arribar a la següent conclusió: els taïnos creien en dos éssers sobrenaturals, anomenats zemís, que eren els progenitors dels altres. Aquests dos pares creadors estaven simbolitzats per ídols de pedra, fusta o fang, als quals adreçaven les oracions. En presència dels ídols celebraven els ritus per implorar bones collites. I un grup d'aquests zemís tutelaven i representaven als avantpassats del clan, per això el culte d'aquests ídols es trobava supeditat a les famílies i es guardaven a casa del cacic, que feia les funcions de temple.
Ramon Pané, un frare que entre 1494 i 1498 va viure entre els taïnos de Santo Domingo, fou contundent respecte a les creences religioses. Deia que Yocahú (el pare creador) viu en el cel, és un ésser immortal al qual ningú pot veure, i -encara que té mare- no té principi. Sa mare, deessa sense principi també, té diversos noms: Atabey, Yermao, Guacar, Apito i Zuimaco.
Oviedo, quan parla de la parella divina, diu: «El zemí és el senyor del món, del cel i de la terra. Yocahú és la divinitat suprema, fill i avi mític invisible i intangible com el foc, com el vent, el sol o la lluna. En els museus porto-riquenys hi ha abundants mostres d'aquests curiosos ídols. La forma dels zemís ha suscitat entre els ufòlegs variades especulacions.

### Entreteniment

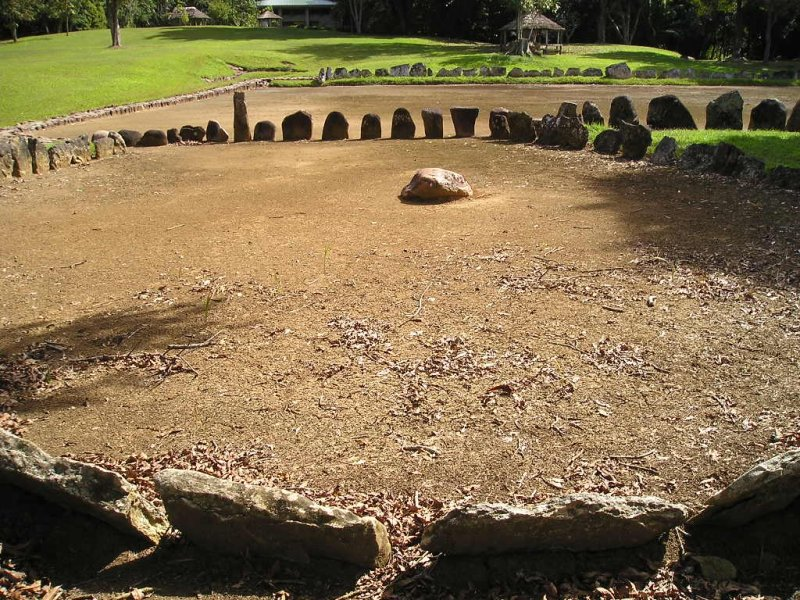
Batey o pista cerimonial de Batu a Caguana, Puerto Rico.

Els taïnos es divertien de diferents maneres, com el ball, la música i el joc de pilota. Aquest darrer era conegut com a batu i es jugava en un espai anomenat batey. El joc va despertar l'interès dels colonitzadors espanyols, perquè la pilota que utilitzaven (feta de les arrels de la planta anomenada cupey) rebotava, fenomen desconegut a Europa. El joc de pilota es jugava entre dos equips de fins a 30 jugadors (homes i dones) que havien de mantenir la bola en l'aire amb l'espatlla, el colze, els malucs o qualsevol altra part del cos, excepte les mans o els peus.
Els principals rituals taïnos escenificaven danses sagrades anomenades areitos, acompanyades de diversos instruments, principalment tambors. Entre les plantes més utilitzades hi havia el tabac.
L'arbre del cohoba (Anadenanthera peregrina) s'utilitzava durant una cerimònia religiosa ("el ritual de la cohoba") en la qual el cacic, el bohique i els nitaïnos es comunicaven amb els esperits.

### Paral·lelismes amb altres cosmovisions
Rudolf Schuller, en L'huracà: déu de la tempesta, i el Popol Vuh, assenyala molts paral·lelismes amb les tradicions maies. La comunitat de trets de la mitologia taïna amb la maia comprèn la idea fonamental de la dualitat dels demiürgs: Yocahú, el gran pare, i Guabancex, la gran mare serp, la còpula dels quals presideix el cicle solar. Això podria suggerir contactes entre aquests pobles, encara que és poc probable que existís un origen comú.
Malgrat això, la hipòtesi més acceptada és la procedència sud-americana dels taïnos, ja que es considera que el parentiu lingüístic és una evidència més fiable de l'origen comú que no pas algunes tradicions culturals.

### Població
Malgrat l'existència del mite que s'extingiren, estudis genètics i històrics indiquen que bona part de la població indígena va sobreviure a la catàstrofe demogràfica viscuda a finals del segle XV i la primera meitat del XVI.
Aquestes estimacions parlen d'entre un 80 i 90% de mortaldat, principalment a causa de les malalties portades pels espanyols, davant les quals els taïnos no tenien defenses naturals pròpies. Se'n dedueix, tanmateix, que diversos milers o desenes de milers d'individus van sobreviure, sobretot fugint a les zones muntanyoses i més boscoses de les illes, menys habitables i inaccessibles als colons i soldats espanyols. En el cas de Puerto Rico, alguns dels supervivents van escapar a les illes de Sobrevent.
Finalment els supervivents van acabar barrejant-se amb la nova població i van patir un procés d'aculturació i sincretisme cultural amb els nous pobladors europeus i africans.